# Simning vid världsmästerskapen i simsport 2019
Simning vid världsmästerskapen i simsport 2019 avgjordes i Gwangju, Sydkorea mellan 21 och 28 juli 2019.

## Medaljsummering

### Damer
| Gren            | Guld | Guld       | Silver | Silver     | Brons | Brons      |
| 50 m frisim     | Simone Manuel (USA) | 24,05      | Sarah Sjöström (SWE) | 24,07      | Cate Campbell (AUS) | 24,11      |
| 100 m frisim    | Simone Manuel (USA) | 52,04      | Cate Campbell (AUS) | 52,43      | Sarah Sjöström (SWE) | 52,46      |
| 200 m frisim    | Federica Pellegrini (ITA) | 1.54,22    | Ariarne Titmus (AUS) | 1.54,66    | Sarah Sjöström (SWE) | 1.54,78    |
| 400 m frisim    | Ariarne Titmus (AUS) | 3.58,76 OC | Katie Ledecky (USA) | 3.59,97    | Leah Smith (USA) | 4.01,29    |
| 800 m frisim    | Katie Ledecky (USA) | 8.13,58    | Simona Quadarella (ITA) | 8.14,99 NR | Ariarne Titmus (AUS) | 8.15,70 OC |
| 1500 m frisim   | Simona Quadarella (ITA) | 15.40,89   | Sarah Köhler (GER) | 15.48,83   | Jianjiahe Wang (CHN) | 15.51,00   |
|                 | |            | |            | |            |
| 50 m ryggsim    | Olivia Smoliga (USA) | 27,33      | Etiene Medeiros (BRA) | 27,44      | Daria Vaskina (RUS) | 27,51      |
| 100 m ryggsim   | Kylie Masse (CAN) | 58,60      | Minna Atherton (AUS) | 58,85      | Olivia Smoliga (USA) | 58,91      |
| 200 m ryggsim   | Regan Smith (USA) | 2.03,69    | Kaylee McKeown (AUS) | 2.06,26    | Kylie Masse (CAN) | 2.06,62    |
|                 | |            | |            | |            |
| 50 m bröstsim   | Lilly King (USA) | 29,84      | Benedetta Pilato (ITA) | 30,00      | Julija Jefimova (RUS) | 30,15      |
| 100 m bröstsim  | Lilly King (USA) | 1.04,93    | Julija Jefimova (RUS) | 1.05,49    | Martina Carraro (ITA) | 1.06,36    |
| 200 m bröstsim  | Julija Jefimova (RUS) | 2.20,17    | Tatjana Schoenmaker (RSA) | 2.22,52    | Sydney Pickrem (CAN) | 2.22,90    |
|                 | |            | |            | |            |
| 50 m fjärilsim  | Sarah Sjöström (SWE) | 25,02      | Ranomi Kromowidjojo (NED) | 25,35      | Farida Osman (EGY) | 25,47      |
| 100 m fjärilsim | Margaret MacNeil (CAN) | 55,83 AM   | Sarah Sjöström (SWE) | 56,22      | Emma McKeon (AUS) | 56,61      |
| 200 m fjärilsim | Boglárka Kapás (HUN) | 2.06,78    | Hali Flickinger (USA) | 2.06,95    | Katie Drabot (USA) | 2.07,04    |
|                 | |            | |            | |            |
| 200 m medley    | Katinka Hosszú (HUN) | 2.07,53    | Ye Shiwen (CHN) | 2.08,60    | Sydney Pickrem (CAN) | 2.08,70    |
| 400 m medley    | Katinka Hosszú (HUN) | 4.30,39    | Ye Shiwen (CHN) | 4.32,07    | Yui Ohashi (JPN) | 4.32,33    |
|                 | |            | |            | |            |
| 4×100 m frisim  | Australien Bronte Campbell (52,85) Brianna Throssell (53,34) Emma McKeon (52,57) Cate Campbell (51,45) Madison Wilson[b]                                                  | 3.30,21 CR | USA Mallory Comerford (52,98) Abbey Weitzeil (52,66) Kelsi Dahlia (53,46) Simone Manuel (51,92) Allison Schmitt[b] Margo Geer[b] Lia Neal[b]                  | 3.31,02 AM | Kanada Kayla Sanchez (53,72) Taylor Ruck (52,19) Penny Oleksiak (52,69) Margaret MacNeil (53,18) Rebecca Smith[b]                                 | 3.31,78 NR |
| 4×200 m frisim  | Australien Ariarne Titmus (1.54,27) OC Madison Wilson (1.56,73) Brianna Throssell (1.55,60) Emma McKeon (1.54,90) Leah Neale[b] Kiah Melverton[b]                         | 7.41,50 WR | USA Simone Manuel (1.56,09) Katie Ledecky (1.54,61) Melanie Margalis (1.55,81) Katie McLaughlin (1.55,36) Allison Schmitt[b] Gabby DeLoof[b] Leah Smith[b]    | 7.41,87 AM | Kanada Kayla Sanchez (1.57,32) Taylor Ruck (1.56,41) Emily Overholt (1.56,26) Penny Oleksiak (1.54,36) Rebecca Smith[b] Emma O'Croinin[b]         | 7.44,35 NR |
| 4×100 m medley  | USA Regan Smith (57,57) WR Lilly King (1.04,81) Kelsi Dahlia (56,16) Simone Manuel (51,86) Olivia Smoliga[b] Melanie Margalis[b] Katie McLaughlin[b] Mallory Comerford[b] | 3.50,40 WR | Australien Minna Atherton (59,06) Jessica Hansen (1.06,08) Emma McKeon (56,32) Cate Campbell (51,96) Kaylee McKeown[b] Brianna Throssell[b] Madison Wilson[b] | 3.53,42    | Kanada Kylie Masse (59,12) Sydney Pickrem (1.06,42) Maggie MacNeil (55,56) Penny Oleksiak (52,48) Kierra Smith[b] Rebecca Smith[b] Taylor Ruck[b] | 3.53,58    |

b  Simmare som deltog endast i försöken men som erhöll medaljer.

### Herrar
| Gren                        | Guld | Guld         | Silver | Silver     | Brons | Brons      |
| 50 m frisim                 | Caeleb Dressel (USA) | 21,04 CR, NR | Bruno Fratus (BRA) Kristian Golomeev (GRE) | 21,45      | Ingen tilldelad |            |
| 100 m frisim                | Caeleb Dressel (USA) | 46,96        | Kyle Chalmers (AUS) | 47,08      | Vladislav Grinev (RUS) | 47,82      |
| 200 m frisim                | Yang Sun (CHN) | 1.44,93      | Katsuhiro Matsumoto (JPN) | 1.45,22    | Martin Malyutin (RUS) Duncan Scott (GBR) | 1.45,63    |
| 400 m frisim                | Yang Sun (CHN) | 3.42,44      | Mack Horton (AUS) | 3.43,17    | Gabriele Detti (ITA) | 3.43,23 NR |
| 800 m frisim                | Gregorio Paltrinieri (ITA) | 7.39,27 ER   | Henrik Christiansen (NOR) | 7.41,28 NR | David Aubry (FRA) | 7.42,08 NR |
| 1500 m frisim               | Florian Wellbrock (GER) | 14.36,54     | Mykhailo Romanchuk (UKR) | 14.37,63   | Gregorio Paltrinieri (ITA) | 14.38,75   |
|                             | |              | |            | |            |
| 50 m ryggsim                | Zane Waddell (RSA) | 24,43        | Evgeny Rylov (RUS) | 24,49      | Kliment Kolesnikov (RUS) | 24,51      |
| 100 m ryggsim               | Jiayu Xu (CHN) | 52,43        | Jevgenij Rylov (RUS) | 52,67      | Mitch Larkin (AUS) | 52,77      |
| 200 m ryggsim               | Evgeny Rylov (RUS) | 1.53,40      | Ryan Murphy (USA) | 1.54,12    | Luke Greenbank (GBR) | 1.55,85    |
|                             | |              | |            | |            |
| 50 m bröstsim               | Adam Peaty (GBR) | 26,06        | Felipe Lima (BRA) | 26,66      | João Gomes Júnior (BRA) | 26,69      |
| 100 m bröstsim              | Adam Peaty (GBR) | 57,14        | James Wilby (GBR) | 58,46      | Yan Zibei (CHN) | 58,63 AS   |
| 200 m bröstsim              | Anton Tjupkov (RUS) | 2.06,12 WR   | Matthew Wilson (AUS) | 2.06,68    | Ippei Watanabe (JPN) | 2.06,73    |
|                             | |              | |            | |            |
| 50 m fjärilsim              | Caeleb Dressel (USA) | 22,35 CR, AM | Oleg Kostin (RUS) | 22,70 NR   | Nicholas Santos (BRA) | 22,79      |
| 100 m fjärilsim             | Caeleb Dressel (USA) | 49,66        | Andrey Minakov (RUS) | 50,83      | Chad le Clos (RSA) | 51,16      |
| 200 m fjärilsim Detaljer... | Kristóf Milák (HUN) | 1.50,73 WR   | Daiya Seto (JPN) | 1.53,86    | Chad le Clos (RSA) | 1.54,15    |
|                             | |              | |            | |            |
| 200 m medley                | Daiya Seto (JPN) | 1.56,14      | Jérémy Desplanches (SUI) | 1.56,56    | Chase Kalisz (USA) | 1.56,78    |
| 400 m medley                | Daiya Seto (JPN) | 4.08,95      | Jay Litherland (USA) | 4.09,22    | Lewis Clareburt (NZL) | 4.12,07    |
|                             | |              | |            | |            |
| 4×100 m frisim              | USA Caeleb Dressel (47,63) Blake Pieroni (47,49) Zach Apple (46,86) Nathan Adrian (47,08) Townley Haas[a] Michael Chadwick[a]                        | 3.09,06 CR   | Ryssland Vladislav Grinev (47,83) Vladimir Morozov (47,62) Kliment Kolesnikov (47,50) Jevgenij Rylov (47,02) Andrej Minakov[a]                            | 3.09,97    | Australien Cameron McEvoy (48,44) Clyde Lewis (47,61) Alexander Graham (48,11) Kyle Chalmers (47,06)                                                                                      | 3.11,22    |
| 4×200 m frisim              | Australien Clyde Lewis (1.45,58) Kyle Chalmers (1.45,37) Alexander Graham (1.45,05) Mack Horton (1.44,85) Jack McLoughlin[a] Thomas Fraser-Holmes[a] | 7.00,85 OC   | Ryssland Mikhail Dovgalyuk (1.45,56) Mikhail Vekovishchev (1.45,45) Aleksandr Krasnykh (1.45,38) Martin Malyutin (1.45,42) Ivan Girev[a]                  | 7.01,81    | USA Andrew Seliskar (1.45,81) Blake Pieroni (1.44,98) Zach Apple (1.46,03) Townley Haas (1.45,16) Jack Conger[a] Jack LeVant[a]                                                           | 7.01,98    |
| 4×100 m medley              | Storbritannien Luke Greenbank (53,95) Adam Peaty (57,20) James Guy (50,81) Duncan Scott (46,14) James Wilby[a]                                       | 3.28,10 ER   | USA Ryan Murphy (52,92) Andrew Wilson (58,65) Caeleb Dressel (49,28) Nathan Adrian (47,60) Matt Grevers[a] Michael Andrew[a] Jack Conger[a] Zach Apple[a] | 3.28,45    | Ryssland Jevgenij Rylov (52,57) Kirill Prigoda (58,68) Andrey Minakov (50,54) Vladimir Morozov (47,02) Kliment Kolesnikov[a] Anton Tjupkov[a] Mikhail Vekovishchev[a] Vladislav Grinev[a] | 3.28,81 NR |

a  Simmare som deltog endast i försöken men som erhöll medaljer.

### Mix
| Gren           | Guld | Guld       | Silver | Silver     | Brons | Brons   |
| 4×100 m frisim | USA Caeleb Dressel (47,34) Zach Apple (47,34) Mallory Comerford (52,72) Simone Manuel (52,00) Blake Pieroni[c] Nathan Adrian[c] Katie McLaughlin[c] Abbey Weitzeil[c] | 3.19,40 WR | Australien Kyle Chalmers (47,37) Clyde Lewis (48,18) Emma McKeon (52,06) Bronte Campbell (52,36) Cameron McEvoy[c] Alexander Graham[c] Brianna Throssell[c] Madison Wilson[c] | 3.19,97 OC | Frankrike Clément Mignon (48,44) Mehdy Metella (47,78) Charlotte Bonnet (52,87) Marie Wattel (53,02) Maxime Grousset[c] Béryl Gastaldello[c] | 3.22,11 |
| 4×100 m medley | Australien Mitch Larkin (53,47) Matthew Wilson (58,37) Emma McKeon (56,14) Cate Campbell (51,10) Minna Atherton[c] Matthew Temple[c] Bronte Campbell[c]               | 3.39,08    | USA Ryan Murphy (52,46) Lilly King (1.04,94) Caeleb Dressel (49,33) Simone Manuel (52,37) Matt Grevers[c] Andrew Wilson[c] Kelsi Dahlia[c] Mallory Comerford[c]               | 3.39,10    | Storbritannien Georgia Davies (59,25) Adam Peaty (57,73) James Guy (50,72) Freya Anderson (52,98) James Wilby[c]                             | 3.40,68 |

c  Simmare som deltog endast i försöken men som erhöll medaljer.